# Арагаки, Юи
Юи Арагаки (яп. 新垣 結衣 Арагаки Юи, р. 11 июня 1988 года) — японская актриса и певица, радиоведущая и модель. Наибольшую известность получила благодаря роли Мики в фильме «Небо любви» (Koizora).

## Биография
Свою карьеру начала как певица. После выпуска первого альбома её заметил продюсер и предложил роль в фильме «Dragon Zakura» и в сериале «Sh15uya». С этого и началась карьера актрисы.
В 2004 году она заинтересовалась модельным агентством и снималась для журнала Nicola, но получив приглашение на съёмки в «Waruboro», закончила карьеру модели, но в дальнейшем продолжала появляться в других журналах.
В 2008 году выпустила два музыкальных сингла: Make my day и Akai Ito. Сингл Make my Day был использован в телесериале Hachi-One Driver.
На сегодняшний день Юи снимается в дорамах, записывает новые синглы, а также работает сэйю.

## Дорамы
- 2016 — We Married as Job — Nigeru wa Haji da ga Yaku ni Tatsu
- 2011 — Zenkai Girl
- 2010 — Angel Bank (ep1)
- 2010 — Code Blue 2
- 2009 — Smile
- 2008 — Code Blue
- 2007 — Papa to Musume no Nanokakan
- 2006 — My Boss My Hero
- 2006 — Gal Circle
- 2006 — Kanojo no Koibumi
- 2006 — True Love
- 2005 — Onna no Ichidaiki: Koshiji Fubuki
- 2005 — Dragon Zakura
- 2005 — Sh15uya 15

## Фильмы
Фильмы:
- 2011 — Kirin no tsubasa: Gekijouban Shinzanmono
- 2010 — Цветущий кизил
- 2009 — Ballad: Namonaki Koi no Uta
- 2008 — Fure Fure Girl
- 2007 — Небо любви
- 2007 — План любви
- 2007 — Варуборо
- 2006 — Chô gekijô-ban Keroro gunsô (озвучка)